# Pajares de los Oteros (kommunhuvudort)
Pajares de los Oteros är en kommunhuvudort i Spanien.   Den ligger i provinsen Provincia de León och regionen Kastilien och Leon, i den norra delen av landet, 260 km nordväst om huvudstaden Madrid. Pajares de los Oteros ligger 791 meter över havet och antalet invånare är 409.
Terrängen runt Pajares de los Oteros är platt, och sluttar brant västerut. Runt Pajares de los Oteros är det mycket glesbefolkat, med 3 invånare per kvadratkilometer. Närmaste större samhälle är Valencia de Don Juan, 5,4 km sydväst om Pajares de los Oteros. Trakten runt Pajares de los Oteros består till största delen av jordbruksmark.